# Taniyama–Shimuras sats
Taniyama–Shimuras sats är en matematisk sats formulerad som en förmodan under senare delen av 1950-talet av de japanska matematikerna Yutaka Taniyama och Goro Shimura. Taniyama-Shimuras sats innebär kort att varje elliptisk kurva har en motsvarande modulär form. Satsen förblev länge obevisad, och kallades då Taniyama-Shimuras förmodan, men bevisades för elliptiska kurvor med vissa egenskaper av Andrew Wiles. Detta tillsammans med tidigare resultat ledde till att Fermats stora sats slutligen blev bevisad mer än 350 år efter Fermats berömda anteckning i marginalen. Sedermera har andra matematiker slutfört beviset, så att Taniyama-Shimuras förmodan numera är en sats.

## Satsen
Satsen säger att varje elliptisk kurva över Q kan fås via en rationell transformation med heltalskoefficienter från den klassiska modulära kurvan
{\displaystyle X_{0}(N)\ }
för något heltal N. Den här transformationen kallas för en modulär parametrisering av grad N. Om N är det minsta heltalet för vilken en sådan parametrisering existerar kan parametriseringen definieras med hjälp av en transformation genererad av en viss slags modulär form av vikt två och nivå N, en normaliserad nyform med heltals-q-expansion samt vid behov en isogeni.